# Миа (име)
Миа или Мија је женско име које води порекло из италијанског језика и један је од облика имена Марија. Може бити и мушко (нпр. Мија Алексић).
Сродна имена су: Манон, Мара, Маријан, Маријана, Марица, Марина, Маринела, Маринета, Маријон, Мариора, Марита, Маша, Мијета, Мирјам и Риа.

## Имендани
- 2. јул.
- 2. август.

## Варијације имена у језицима
Приликом транскрипције са страних језика (Mia) у српски преноси се име „Мија”, а не „Миа”.
-
-

## Познате личности
- Миа Беговић, хрватска глумица
- Миа Борисављевић, српска певачица
- Миа Димшић, хрватска музичарка
- Мија Вашиковска, аустралијска глумица и редитељка
- Мија Малкова, америчка порнографска глумица
- Мија Фароу, америчка глумица
- Мија Халифа, либанско-америчка порнографска глумица